# Los 80 (serie de televisión de Chile)
Los 80 es una serie de televisión chilena, producida por Canal 13 junto con Wood Producciones en el marco del proyecto para la celebración del bicentenario de Chile.
Inspirada en la serie española Cuéntame cómo pasó, está protagonizada por Daniel Muñoz y Tamara Acosta y se centra en los eventos ocurridos en Chile durante la década de 1980 desde la visión de los Herrera, una familia de clase media que vive en la capital chilena.
Emitida por primera vez el 12 de octubre de 2008 con un total de siete temporadas, la serie se consolidó como el programa de ficción más exitoso de la televisión actual en Chile; además consiguió ser el programa de transmisión regular más visto del año en Chile.

## Argumento
La historia de la serie se situó entre 1982 y 1990 —aunque con pequeños saltos a 2014—, y gira en torno a los diversos sucesos históricos ocurridos en Chile esta década, como, por ejemplo, la gran crisis económica de 1982 y el terremoto de Santiago de 1985 de 7,8 MW y principalmente la Dictadura Militar. Los sucesos son mostrados y narrados desde el punto de vista de Los Herrera, una familia santiaguina de clase media típica de esos años que experimentan los cambios de la sociedad y del país durante este periodo.

## Elenco y personajes

### Reparto principal
- Daniel Muñoz como Juan Herrera González: El patriarca de la familia; un hombre de mediana edad con una fuerte vocación al trabajo, protector con sus hijos y machista sin reconocerlo.
- Tamara Acosta como Ana López Matamala: La matriarca de la familia; dedicada a las labores del hogar y la crianza de los hijos, las circunstancias la llevan a adentrarse al mundo laboral, con las dificultades que implica ser mujer.
- Loreto Aravena como Claudia Herrera López: La hija mayor de Juan y Ana, la más madura de sus hermanos y con un fuerte compromiso político.
- Tomás Verdejo como Martín Herrera López: El segundo hijo de Juan y Ana. Algo ingenuo y soñador, a lo largo de la década vivirá eventos que lo llevan a cambiar sus visiones y propósitos.
- Lucas Bolvarán [nota 1] como Félix Herrera López: El tercer hijo de Juan y Ana; inquieto, impresionable y observador de lo que pasa en el país a medida que crece.
- Estrella Ortiz como Ana Herrera López: La hija menor de Juan y Ana, nacida en los eventos de la serie.
- Daniel Alcaíno como Exequiel Pacheco: El jovial y alegre amigo, colega y compadre de Juan. Más tarde inicia una relación con Nancy y se transforma en la figura paterna de Bruno.
- Katty Kowaleczko como Nancy Mora: La madre soltera de Bruno y amiga y confidente de Ana. Más tarde inicia una relación con Exequiel.
- Pablo Freire como Bruno Mora: El mejor amigo de Félix y el hijo de Nancy que se destaca por su inteligencia.
- Fernando Farías como Don Genaro Manrique: El dueño del almacén del barrio, figura paterna de Petita y un férreo defensor de la obra del Régimen Militar.
- Diego Navarrete como Hugo "Petita" Manrique: El ayudante ingenuo y torpe de Don Genaro en el almacén, a quien ve como una figura paterna poco convencional y al contrario de él, opositor a la dictadura.

### Reparto recurrente
- Carmen Disa Gutiérrez como Luz Matamala (Temporada 1-3;5-7): la madre de Ana.
- Jorge Yáñez (Temporada 1) y Patricio Andrade (Temporada 3) como Ramiro López: el padre de Ana.
- Benito Quercia como Farid Metuaze (Temporada 1-5): el jefe y posterior socio comercial y amigo de Juan.
- Nelson Brodt como Pedro Herrera (Temporada 1 y 3): el padre de Juan, con quien mantiene una fría relación.
- Gabriela Medina como Doña Imelda (Temporada 1-7): vecina de los Herrera.
- Benjamín Velásquez como Nelson (Temporada 1-7): compañero de curso y amigo de Félix, Bruno y Pereira.
- Francisco Rodríguez como Francisco Silva (Temporada 1-2): un estudiante de medicina, dirigente estudiantil y novio de Claudia.
- Raimundo Guzmán como Diego Rojas (Temporada 1-2): compañero de curso y amigo de Martín.
- Max Corvalán como Padre Renato (Temporada 1-7): profesor jefe de Félix y Bruno.
- Víctor Rojas como Padre Enrique (Temporada 1 y 5): profesor jefe de Martín y de algunas materias de Félix.

- Mario Horton como Gabriel Díaz (recurrente en temporadas 2 y 3; principal en temporada 4): un estudiante de medicina que secretamente es miembro del FPMR, más tarde se convierte en novio de Claudia.
- María José Bello como Sandra González (Temporada 2, 3 y 5): una estudiante de medicina y amiga de Claudia.
- Jaime Artus como Cristián Plaza (Temporada 2): compañero en la Escuela de Aviación y amigo de Martín.
- Verónica Soffia como Macarena Tagle (Temporada 2, 3 y 6): la hija de un oficial de la FACH e interés amoroso y posteriormente jefa de Martín en una agencia de publicidad.
- Irene Medina como Pauli (Temporada 2-3): una estudiante de medicina y amiga de Claudia.

- Emilia Lara como Paola (recurrente en temporadas 3 y 6; principal en temporadas 4-5): una joven artista plástica punk, que se convierte en novia de Martin y la madre de su primer hijo Vicente.
- Mauricio Pitta como Agente de la Central Nacional de Informaciones (Temporada 3-4).
- Francisco González como Agente de la CNI (Temporada 3-4).
- Diego Casanueva como Gonzalo "Gonza" (Temporada 3-7): un comunicador audiovisual y amigo de Paola y Martín.
- Catherine Mazoyer como Gloria Del Río (Temporada 3, 6 y 7): jefa de Ana y Nancy.
- Berta Lasala como Mónica Miranda (Temporada 3): una fotógrafa amiga de Juan.
- María Ester Mesina como Señora Marta (Temporada 3-7): una asesora del hogar que trabaja para los Herrera; anteriormente trabajó para Nancy y Bruno.

- Otilio Castro como Pedro Herrera Escobedo / Tapia (Temporada 4-5): un agente de la CNI que se infiltra en la familia Herrera como un supuesto hermano de Juan.
- Karina Santoro como Camila von Hummel (temporada 4-5): una joven nueva vecina del barrio e interés amoroso de Félix.
- Antonia Zilleruelo como Paulina von Hummel (Temporada 4-5): hermana de Camila y posterior novia de Bruno.
- Javier Castillo como Daniel, novio de Camila (Temporada 4-5).
- Francisca Castillo como Teresa, madre de Camila y Paulina (Temporada 4-5).
- Carlos Belmar como Pereira (Temporada 4-7): compañero de curso y amigo de Nelson, Félix y Bruno.

- Constanza Rojas como Sybilla (recurrente en temporadas 5 y 7; principal en temporada 6): una joven exiliada regresada de Suecia que se convierte en novia de Félix.
- Gonzalo Robles como Ricardo Metuaze (Temporada 5 y 7): un turbio empresario e hijo de Don Farid.
- Juan Pablo Larenas como Cristóbal (Temporada 5-6): el asistente de cámara y colega de Martín en Teleanálisis.
- Nicolás Saavedra como Néstor Díaz (Temporada 5): profesor de enseñanza básica y primo de Gabriel.

- Néstor Cantillana como Mateo González (recurrente en temporada 6; principal en temporada 7): un profesor de matemáticas que se convierte en colega, amigo y posterior novio de Ana.
- Sergio Piña como Don Roberto Cifuentes (Temporada 6): empresario y jefe de Juan, Soto y Riquelme.
- Erto Pantoja como Soto (Temporada 6): un conflictivo colega de Juan y amigo de Riquelme.
- Iván Álvarez de Araya como Luciano Acuña (Temporada 6-7): un médico que se convierte en novio y esposo de Claudia.
- Claudia Cabezas como Laura, Colega de Ana y Nancy (Temporada 6).
- Paulo Meza como Riquelme (Temporada 6-7): un colega de Juan.
- Luis Uribe como Abogado de Juan (Temporada 6-7).
- Nathalia Aragonese como Gloria (Temporada 6-7): ex amante de Exequiel y madre de su primer hijo biológico.
- Amaya Forch como Alejandra Hurtado (Temporada 7): una practicante de la medicina natural que se convierte en novia de Juan.
- Sebastián Arrigorriaga como Félix 2014 (Temporada 7): una versión adulta de Félix en el año 2014.
- Daniela Ramírez como Sybilla 2014 (Temporada 7): una versión adulta de Sybilla en el año 2014.
- Alejandro Trejo como Milton (Temporada 7): un peluquero recién llegado al barrio que se transforma en amigo de Petita.
- Lux Pascal [nota 2] como Felipe "Axel" Müller (Temporada 7): un conflictivo joven que se transforma en amigo de Félix.

### Invitados
- Natalie Dujovne como Susana (Temporada 1): una estudiante que se transforma en el primer interés amoroso de Martin.
- Cristóbal Aldea como Denin Gallardo (Temporada 1): un joven ferretero del barrio y el primer novio de Claudia.
- Alejandro Goic como Mario (Temporada 1): un exiliado político que llega a vivir en el barrio de los Herrera.
- Belén Soto como Gracia (Temporada 1): Una sobrina de la familia de Ana que hace amistad con Félix.
- Pablo Schwarz como Sargento Morales (Temporada 1): Un oficial de Carabineros que lidera un taller de patrulleros escolares para Félix y Bruno.
- Luz Jiménez como Señora Mora, familiar de una detenida (Temporada 1).
- Lucy Cominetti como Catalina (Temporada 1), compañera de universidad de Claudia.
- Ramón Llao como Manuel (Temporada 2): dueño del salón de pool donde frecuentan "El Chino", "La Negra" y Martin.
- Ernesto Anacona como "El Chino" (Temporada 2): un motociclista amigo de Martín.
- Mireya Moreno como vecina de Gabriel (Temporada 2).
- Catalina Martin como Pamela "La Negra" (Temporada 2 y 6): la novia del "Chino" y posteriormente convertida en profesora de salsa.
- Franco Meershon como Mauricio (Temporada 3): estudiante de medicina y novio de Claudia.
- Manuel Peña como Roberto Fuenzalida (Temporada 3): el padre biológico de Bruno.
- Álvaro Viguera como Fernando Tapia (Temporada 3): un médico amigo y compañero en el FPMR de Gabriel
- Federica Larraín como Paty (Temporada 3): un compañera de curso de Félix y Bruno.
- Heidrun Breier como Madre Teresa (Temporada 3): profesora de Félix y Bruno.
- Gloria Münchmeyer como Leonora (Temporada 3), amiga de Pedro.
- Gregory Cohen como Óscar Contardo (temporada 4): un médico colaborador del FPMR que aloja a Claudia tras regresar a Chile de forma clandestina.
- Cristóbal Muhr como "El Rucio" (Temporada 4): un compañero y amigo de Gabriel en el FPMR
- Carolina Paulsen como Secretaria de la Vicaria de la Solidaridad (Temporada 4).
- Patricia Pardo como Enriqueta Amunátegui, madre de Paola (Temporada 4).
- Peggy Cordero como Rebeca de Metuaze (Temporada 5), esposa y luego viuda de don Farid.
- Norma Ortiz como Alicia (Temporada 5), madre de Néstor y tía de Gabriel.
- Gustavo Becerra como Lucho (Temporada 5): maestro de la construcción que se encarga de la ampliación de la casa de los Herrera.
- Edinson Díaz como Miguel (Temporada 5): maestro de la construcción que se encarga de la ampliación de la casa de los Herrera.
- Gloria Laso como Ex mujer de Ricardo (Temporada 5).
- Marcela Arroyave como Amante de Ricardo (Temporada 5).
- Jorge Gajardo como Amigo de Juan (Temporada 5).
- Rodrigo Pérez como Jorge, exagente de la Dirección de Inteligencia Nacional (Temporada 6).
- Carolina Arredondo como Erika Rojas (Temporada 6).
- Claudio Arredondo como Manuel (Temporada 6), amigo de adolescencia de Juan.
- Luna Martínez como Susy (Temporada 7): amiga de Axel.
- Rocío Toscano como Ximena (Temporada 7): amiga de Axel y Félix.
- Daniela Castillo como Anita Silva (2014) (Temporada 7).
- Grimanesa Jiménez como Madre Superiora del colegio de Anita (Temporada 7).
- Bastián Bodenhöfer como Enrique (Temporada 7), gerente de la empresa donde trabajan Ana y Mateo.
- Edgardo Bruna como Arturo González (Temporada 7), padre de Mateo.
- María Elena Duvauchelle como Graciela de González (Temporada 7), madre de Mateo.

## Episodios
| Temporada | Temporada | Episodios | Episodios | Emisión original         | Emisión original        | Audiencia promedio (puntos) |
| Temporada | Temporada | Episodios | Episodios | Primera emisión          | Última emisión          | Audiencia promedio (puntos) |
| --------- | --------- | --------- | --------- | ------------------------ | ----------------------- | --------------------------- |
|           | 1         | 10        | 10        | 12 de octubre de 2008    | 21 de diciembre de 2008 | 20,9                        |
|           | 2         | 10        | 10        | 18 de octubre de 2009    | 27 de diciembre de 2009 | 25,4                        |
|           | 3         | 10        | 10        | 17 de octubre de 2010    | 19 de diciembre de 2010 | 26,7                        |
|           | 4         | 11        | 11        | 16 de octubre de 2011    | 20 de diciembre de 2011 | 29,8                        |
|           | 5         | 12        | 12        | 23 de septiembre de 2012 | 16 de diciembre de 2012 | 25,8                        |
|           | 6         | 12        | 12        | 13 de octubre de 2013    | 12 de enero de 2014     | 23,1                        |
|           | 7         | 13        | 13        | 5 de octubre de 2014     | 21 de diciembre de 2014 | 21,2                        |

## Producción

### Proyecto
Alberto Gesswein, director del área de ficción, inició la idea de desarrollar el proyecto que, en un principio, tenía la intención de convertirse en teleserie y musical. En los inicios del proceso de creación, la idea fue cuestionada por el elenco y su elevado costo pues en 2007 Canal 13 pasaba por un difícil momento económico. Desde la plana ejecutiva de la estación televisiva se criticaba «el color demasiado oscuro» de su elenco. La serie nació cuando el director de programación, Patricio Hernández, le pidió a Gesswein analizar la posibilidad de hacer una adaptación de la serie española Cuéntame cómo pasó. En un principio, la idea era realizar el proyecto en una alianza con el área de ficción, que en ese momento era comandada por Sebastián Freund, y la del Bicentenario, que él dirigía, fue en ese momento cuando se decidió que la serie se ambientaría en la década de 1980.
En 2007 se comenzaron a desarrollar los guiones, que en un principio estuvieron a cargo de los guionistas del canal, pero no fueron aceptados. Medio año más tarde se acordó trabajar con el guionista Rodrigo Cuevas Gallegos, quien había pedido dejar de hacer teleseries. «Ahí fue cuando las cosas cuajaron. Nos dimos cuenta que no tenía ningún sentido comprar la serie. ¿Para qué íbamos a adquirir un formato para contar la historia de una familia?» comenta Gesswein.

### Desarrollo
Dentro de sus principales méritos ha sido destacada la representación de la época, apelando a la nostalgia de los televidentes. La participación de la selección chilena en la Copa Mundial de Fútbol de 1982 es recordada, así como las grandes inundaciones provocadas por el desborde del río Mapocho. Lugares, objetos, alimentos, vestimentas, diálogos y hasta automóviles han sido recreados para ambientar la historia, mezclada con videos históricos. La serie, además, muestra la evolución que sufre la familia tradicional chilena y los cambios de la sociedad durante aquellos años.
Las primeras dos temporadas de la serie estuvieron compuestas, cada una, por diez capítulos. La primera se centró en el periodo 1982-1983, mientras que la segunda siguió con el periodo 1983-1984. Ambas temporadas superaron los 20 puntos de sintonía en la emisión de los 10 episodios grabados originalmente para cada una, que finalizaron con las primeras manifestaciones nacionales contrarias al régimen dictatorial de Augusto Pinochet en mayo de 1983. Siguiendo dicha línea, la segunda temporada fue estrenada el 18 de octubre de 2009, y que fue más exitosa en cuanto a audiencia y llegó a tener un peak de 28 puntos en final de temporada, y un promedio de espectadores de 2.5 millones en los diez episodios.
La producción de cada capítulo tuvo un costo de $50 millones de pesos (US$105.000), totalizando un costo por temporada de $500 millones (US$1,05 millones) siendo una de las inversiones más altas en la producción de series de televisión en Chile, la segunda temporada fue financiada en un 95 % gracias al premio de Excelencia recibido por el Consejo Nacional de Televisión de Chile el cual le otorgó a la estación $400 millones de pesos. Sin embargo la tercera temporada tuvo serios problemas por el alto costo de inversión que se necesitaba para la producción a pesar de los altos ingresos que obtuvo Canal 13 por los excelentes resultados de sintonía los cuales promediaron sobre los 2 millones de espectadores en cada temporada, no eran suficientes para la realización de esta tercera temporada que se vio en un inicio entrampada. Finalmente la tercera temporada fue confirmada por sus propios protagonistas el día 5 de febrero de 2010.
La tercera temporada se estrenó el 17 de octubre de 2010 por Canal 13, y en esta Anita, interpretada por Estrella, es parte del nuevo giro dramático que tiene la familia. Así, Juan, Ana, Claudia, Martín y Félix tienen que compartir los cuidados de la menor de la familia y acomodarse a la presencia de una niñera y empleada en su hogar, ante la ausencia de Ana (Tamara Acosta), quien en este ciclo abandona su rol de dueña de casa al conseguir trabajo a tiempo completo en una tienda. A su vez, Juan, quien en esta temporada tiene su propia tienda de ropa usada americana, vive una crisis con Ana y conoce a Mónica (Berta Lasala), una fotógrafa que instala su negocio frente al de él y con quien entabla una amistad que lo hace cuestionarse su matrimonio.
Otro cambio notorio de este ciclo es el giro que le da a su vida Martín (Tomás Verdejo). "Deja de ser el niño que quería volar, pone los pies en la tierra y asume un punto de vista: es como reencontrarse. La letra y música de Los Prisioneros lo inspiran a que se produzca este cambio en él", dice Verdejo.
El contexto político sigue siendo fundamental. Por ejemplo, se abordan sucesos como el degollamiento de tres profesionales a manos de efectivos de Carabineros, lo que provocó la salida del entonces general director de esa institución y miembro de la Junta Militar, César Mendoza, y desató una de las crisis más importantes de la dictadura militar. Junto a los hitos políticos y de la cultura pop, se abordan hechos deportivos, como la despedida del fútbol de Carlos Caszely. También sirve como telón de fondo a la historia el frustrado intento por extender la Línea 2 y 3 del Metro de Santiago.
El final de la tercera temporada deja un final abierto para la continuación de la cuarta temporada, estrenada en 2011, y en la que Claudia deja la casa paterna y debe ocultarse en Argentina debido a la persecución de la CNI que está viviendo su pareja, Gabriel (Mario Horton), miembro del grupo armado contra la dictadura militar Frente Patriótico Manuel Rodríguez. Al salir de casa Claudia deja sobre la mesa una carta en la que explica los motivos de su partida.
El 20 de diciembre de 2010, el equipo de producción de Wood Producciones y Boris Quercia confirmaron que ya estaban escribiendo los guiones de la cuarta temporada que se estrenó durante el mes de octubre de 2011. Temporada en la cual recreará hitos como el atentado contra Augusto Pinochet, y las filmaciones comenzaron en julio de 2011. En la cuarta temporada se abordaran temáticas y acontecimientos ocurridos entre los años 1986 y 1987, dentro de los cuales están el atentado contra Augusto Pinochet en el sector La Obra, San José de Maipo, la Copa Mundial de Fútbol de 1986, el accidente en Chernóbil y el avistamiento del Cometa Halley, entre otros.
Para la cuarta temporada, se escribieron un total de 11 episodios, las grabaciones en cuestión se extendieron hasta la primera semana de noviembre de 2011 en locaciones como La Reina y dependencias de Canal 13. El presupuesto para la producción de esta temporada contó nuevamente con el apoyo del Consejo Nacional de Televisión, que aportó $300.000.000, pero, sin embargo, es un parte marginal del presupuesto, pues la mayor parte corre de cargo del canal de televisión. Estos gastos están sustentados por los buenos resultados comerciales y de alta audiencia que ha tenido la serie desde su estreno, comenta el guionista Roberto Cuevas.
La cuarta temporada de la serie, ambientada en 1986, se estrenó por Canal 13 el 16 de octubre de 2011 y fue la temporada más vista de toda la serie. El primer episodio de la temporada, El viaje, fue el segundo más visto de la serie con 34,3 puntos de rating, sólo superado por el sexto capítulo de la misma temporada, Madres coraje, emitido el 20 de noviembre de 2011 y que llegó hasta los 34,6 puntos de sintonía, convirtiéndose en el más visto en la historia de la serie. La temporada finalizó el 20 de diciembre de 2011 con el episodio Cuando sólo nos queda rezar, obteniendo 34 puntos promedio de sintonía y quedándose como el tercer capítulo más visto de la historia de la serie.
Las grabaciones de la cuarta temporada de la serie concluyeron a mediados del mes de noviembre de 2011. Sin embargo, la huelga de actores que se originó en el país provocó que las filmaciones quedarán detenidas, ya que el elenco de la serie también se sumó a la huelga indefinida convocada por Chileactores. Finalmente tras los inconvenientes las grabaciones concluyeron el día lunes 21 de noviembre de 2010, además la producción confirmó ya estar en los primeros pasos para la construcción de la quinta temporada situada en los acontecimientos de 1987.
Durante las grabaciones de la cuarta temporada se ha incluido la dirección de Boris Quercia como es habitual, además de un equipo de 50 personas, entre quienes se desempeñan en estudios de grabación, locaciones, investigación, guion y montaje, da vida a la serie. Cada capítulo tiene un promedio de 40 extras, lo que hace suponer que en las cuatro entregas exhibidas hasta ahora, cerca de 500 personas han tenido alguna participación dentro de la producción dramática. Mientras duran las grabaciones, el equipo técnico, elenco y producción están abocados día a día a registrar durante 10 horas diarias las escenas de la trama a través de una unidad de grabación, a diferencia de las teleseries de factura local, que habitualmente graban con dos unidades. Particularmente, en esta reciente temporada se hizo un registro a una cámara Red One en formato 2K. Todas estas especificaciones diarias se producen luego de que durante un año se realiza el proceso de investigación, escritura de guiones y preproducción. Según fuentes de la industria, cada temporada de Los 80 tiene un costo total superior a los 500 millones de pesos y cada capítulo, por tanto, debiese costar un poco más de US$ 105 mil.
Para finales de 2011, el Consejo Nacional de Televisión aprobó totalmente la realización de la quinta temporada. Los realizadores decidieron iniciar el rodaje un mes antes de lo que ha sido en las temporadas anteriores, por lo cual partieron a principios de junio de 2012. Por otro lado, la línea que toma este ciclo es más emotivo, contrastando con la anterior, que tomó rasgos mucho más policiales y de acción, comenta Alberto Gesswein, el productor de la serie. Además, tal como en las temporadas pasadas, la quinta fue estrenada a mediados del mes octubre de 2012.
El guion de la quinta temporada se centró en 1987, y tomó hitos claves como la visita del Papa Juan Pablo II a Chile el 6 de abril de ese año, o el triunfo de Cecilia Bolocco en el concurso Miss Universo. Sumado a ello, la historia familiar de los Herrera se centra en la llegada de un nuevo integrante a la familia: el primer hijo de Martín. La serie, por su parte, contó con 12 capítulos, a diferencia de los ciclos anteriores donde solo eran 10 episodios, salvo la tercera temporada en el cual fueron 11. Las filmaciones comenzaron oficialmente el 11 de junio de 2012, partiendo por las grabaciones de la quinta temporada y de manera inédita se tenía pensando las de una sexta temporada, que se realizarían de manera conjunta por primera vez en todo el desarrollo de la serie. Sin embargo en octubre de 2012, se dio a conocer la noticia de que la actriz Tamara Acosta estaba embarazada de su primer hijo por lo que la idea de filmar la sexta temporada se desechó, posponiéndose para junio de 2013.

La opción de este año es retomar la naturaleza que tiene la serie y que, probablemente, el año pasado tuvo un pequeño tinte más policial o de acción, por las circunstancias que rodearon el caso de Claudia.
Alberto Gesswein acerca de la quinta temporada, La Tercera

De igual forma se tomaron en cuenta algunos acontecimientos políticos relevantes ocurridos durante ese año, como la llamada Operación Albania y el baleo de la estudiante universitaria María Paz Santibáñez, acciones cometidas por los organismos represivos de la dictadura. Por otro lado, por primera vez todo el elenco trabajó en las grabaciones con los guiones completos, al confirmarse que en junio de 2012 los guionistas Rodrigo Cuevas, José Fonseca y Pablo Toro habían concluido por completo los libretos. La quinta temporada debutó en pantalla el 23 de septiembre de 2012, con el capítulo Fe, centrado en la visita del Papa Juan Pablo II a Chile, e incluyó escenas ambientadas en el encuentro del Papa con los jóvenes en el Estadio Nacional y en la eucaristía realizada en el Parque O'Higgins.
La sexta temporada se centra en 1988, concluyendo con el plebiscito de 1988, hito que marca el fin de la dictadura. Esta temporada fue estrenada el 13 de octubre de 2013, un mes después de la conmemoración de los 40 años del Golpe Militar.
Finalmente, en agosto de 2014, Canal 13 anunció la séptima temporada de la serie, basada en 1989, la cual comenzó a ser emitida a partir del 5 de octubre de dicho año y que marcó el final de la serie. La producción de la temporada fue marcada por el despido de Gesswein como director del Área de ficción de Canal 13 en octubre de 2014, causando el apoyo y la molestia pública del elenco. Las grabaciones finalizaron el martes 18 de noviembre de 2014, en medio de lágrimas y abrazos. La temporada finalizó el 21 de diciembre de 2014.

### Casting
El primer actor con reconocimiento con el cual se contactó y el primero que confirmó fue Daniel Muñoz, el cual fue pensado de inmediato para encarnar al padre de la familia. El resto del elenco no llegó fácil: Para el papel de Ana, Tamara Acosta hizo un casting a pesar de que, como describe Alberto Gesswein, «me porfiaban que era demasiado joven»; otras actrices consideradas para el papel fueron Berta Lasala, Mariana Loyola y Tatiana Molina, quien llegó a grabar pruebas de cámara junto a Muñoz. Pero Acosta fue elegida ya que proyectaba una imagen "maternal y dulce". Loreto Aravena fue la última en probarse para el rol de Claudia ya que se encontraba de gira en el sur con una compañía de teatro; aun así, no los convencía. «La Loreto nos tincó, fue la que mejor lo hizo. Pero estábamos indecisos. Es la que llegó más cerca, pero teníamos dudas no tanto de su capacidad, sino de la comparación de edad con Tamara»; otras actrices jóvenes que postularon para Claudia fueron entre ellas Paloma Moreno y María Gracia Omegna. A los niños, Lucas Bolvarán y Pablo Freire, los encontraron por un casting abierto en el matinal del canal, donde llegaron a presentarse 5.000 niños; en principio Lucas fue elegido para ser Bruno y Pablo para Félix, pero hacia el final intercambiaron papeles. Para el papel de Martín, fue elegido el actor Samuel González e incluso llegó a grabar algunas escenas con el elenco, pero debido a compromisos académicos, tuvo que abandonar la serie y ser reemplazado por Verdejo. Para el resto de personajes, actores como Ramón Llao y Pablo Schwarz fueron considerados para ser Exequiel, César Sepúlveda fue considerado para ser Gabriel y el comediante Francisco "Toto" Acuña era la segunda opción para ser Petita.

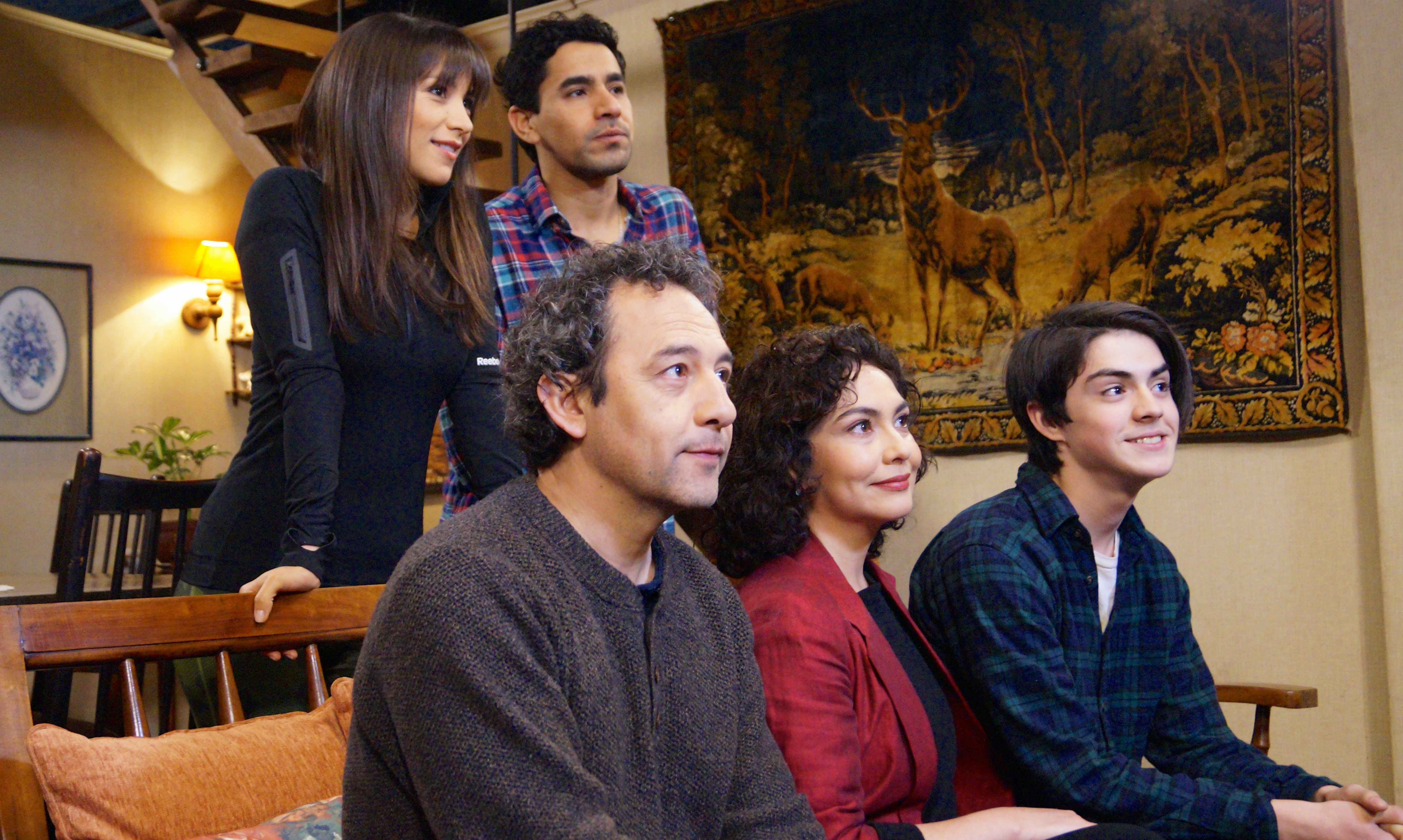
La familia Herrera en el set de grabación de Los 80. Arriba: Loreto Aravena y Tomás Verdejo; abajo: Daniel Muñoz, Tamara Acosta y Lucas Bolvarán.

Los Herrera son una familia de clase media baja compuesta por el padre de familia Juan Alberto Herrera González (Daniel Muñoz), el jefe y sostenedor de la familia, recientemente nombrado jefe turno de una empresa textil, prudente, humilde, buen padre, responsable y machista sin reconocerlo, casado con Ana López Matamala (Tamara Acosta), una mujer de 41 años, madre de la familia, siempre preocupada por esta, aunque mujer trabajadora e independiente. Dedica su vida a su familia, se encarga de las labores del hogar y la crianza de los hijos. Es impulsiva y sociable, además de asertiva y decisiva cuando se trata del bienestar de los suyos. Al inicio de la serie, juntos tienen tres hijos, de los cuales la mayor es Claudia Andrea Herrera López (Loreto Aravena), la primera mujer de entre los hermanos, por lo que es la más consentida por su padre, tiene 19 años y es la más tenaz y madura de los hijos. El segundo es Martín Antonio Herrera López (Tomás Verdejo), de 16 años, a quien le gusta el mundo militar y muestra su anhelo de pertenecer a las Fuerzas Armadas cuando sea adulto; su anhelo es simplemente "volar". El tercero es Félix Patricio Herrera López (Lucas Bolvarán), consentido por su madre, de 9 años, inquieto, impresionable y observador, le interesa lo que pasa frente a sus ojos, y siempre hace preguntas que incomodan a los adultos al tratar de satisfacer su curiosidad respecto a la situación del país. Durante el capítulo final de la segunda temporada nace la cuarta hija de la familia, de nombre Ana, igual que su madre.
Los Herrera tienen como vecinos a Nancy Mora (Katty Kowaleczko), madre soltera, vecina y amiga de Ana, su único hijo es Bruno Mora Mora (Pablo Freire), el mejor amigo de Félix. Nancy posteriormente inicia una relación con Exequiel Pacheco (Daniel Alcaíno), amigo, colega y compadre de Juan Herrera. También destaca la presencia de Don Genaro (Fernando Farias), el almacenero del barrio, un hombre mayor algo malhumorado y ferviente defensor del régimen acompañado de Petita (Diego Navarrete), su ayudante algo ingenuo y políticamente contrario a las ideas de Don Genaro.

### Música
La serie en general cuenta con la musicalización de temas clásicos y que han marcado la escena de la década en cada año que es recreado, este trabajo está a cargo de Camilo Salinas (integrante de Inti-Illimani histórico y colaborador de Chico Trujillo), además en el quien ve el tema principal de Los 80 para cada temporada que es la canción «El tiempo en las bastillas», original de Fernando Ubiergo, esta canción además fue la ganadora del XIX Festival Internacional de la Canción de Viña del Mar en 1978. En la primera temporada fue interpretada de forma especial por la banda Difuntos Correa en una versión rock, siendo cambiada en la segunda temporada por la versión interpretada por Francisca Valenzuela en versión pop. En la tercera temporada, el tema es interpretado por la banda Los Miserables en versión punk. En la cuarta temporada, el Trío Catarata Seca interpretó una versión en clave bolero. En la quinta temporada la cantante Camila Moreno interpretó una versión electrónica.
La serie cuenta en cada episodio con la musicalización de diferentes canciones que fueron referentes para cada época. Durante el 2009 Canal 13 editó un compilado como la banda sonora de la serie en formato de CD y descarga digital, bajo el nombre de Los 80, más que una moda, el álbum logró debutar en el número 6 de la lista de discos más vendidos en el país a fines de 2009.
En la tercera temporada se muestra la irrupción del rock chileno y argentino como un hito cultural de masas. En esa época, "ya están instalados los sujetos que lucen pelos parados, ojos pintados con rímel, tipo new wave, otra estética muy característica de los años 80", dice Quercia. En esta temporada también habrá un lanzamiento discográfico con la banda sonora, la cual incluirá el tema central y los clásicos del rock de los 80, a cargo de Los Prisioneros y otras bandas nacionales y extranjeras. Para la cuarta temporada, el tema central «El tiempo en las bastillas» es interpretado por Aldo Asenjo ("El Macha"), líder de la agrupación chilena Chico Trujillo, que grabó una versión en bolero del clásico junto al trío Catarata Seca. Para la quinta temporada el tema central «El tiempo en las bastillas» es interpretado por la cantautora Camila Moreno en una versión electropop, trabajada junto a Tomás Preuss y Andrés Nusser.
Para la sexta temporada de la serie, el miembro de Los Tetas, C-Funk interpretó el tema central «El tiempo en las bastillas», junto a él una banda compuesta por Pedro Foncea y Jimmy Fernández en coros y percusión, Andrés Pérez en saxo tenor, Mauricio Castillo en trompeta y el padre de C-Funk y también cantautor, Hugo Moraga, en vientos. La elección no es casualidad, ya que la temporada se ambienta en 1988, año en que el hip hop chileno inicia su actividad gracias a DeKiruza (donde Foncea es vocalista) y el tema "Algo esta pasando"
Para la temporada final, se designa a Manuel García y al intérprete original de la canción, Fernando Ubiergo.

## Banda sonora
La serie chilena Los 80 no tuvo oficialmente un disco recopilatorio que reúna las canciones utilizadas a lo largo de sus siete temporadas. No obstante, muchas de ellas son canciones populares desde finales de los años 1960 y hasta finales de los años 1980 en Chile.
Toda la música incidental fue compuesta por Camilo Salinas.

### Álbumes
- 2009: Los 80, más que una moda
- 2010: Los 80, una década de éxitos

### DVD musical
- 2009: Vinilo 80's Pop[37]

### Sencillos
| Año  | Canción                      | Artista                            | Máxima posición | Álbum                          |
| Año  | Canción                      | Artista                            | CHI             | Álbum                          |
| ---- | ---------------------------- | ---------------------------------- | --------------- | ------------------------------ |
| 2008 | "El tiempo en las bastillas" | Difuntos Correa                    | 91              | Los 80, más que una moda       |
| 2009 | "El tiempo en las bastillas" | Francisca Valenzuela               | 93              | Los 80, más que una moda       |
| 2010 | "El tiempo en las bastillas" | Los Miserables                     | —               | Los 80, una década de éxitos   |
| 2011 | "El tiempo en las bastillas" | Trío Catarata Seca                 | 97              | Los 80, juntos más que nunca   |
| 2012 | "El tiempo en las bastillas" | Camila Moreno                      | 100             | Los 80, reencontrémonos        |
| 2013 | "El tiempo en las bastillas" | C-Funk                             | 98              | Los 80, decisiones que dividen |
| 2014 | "El tiempo en las bastillas" | Fernando Ubiergo con Manuel García | —               | Los 80, nada es para siempre   |

## Recepción

### Audiencia
El capítulo piloto de la serie llamado «Un penal a colores»  [sic], estrenado el 12 de octubre de 2008 debutó con 20,65 puntos de sintonía de acuerdo a Time Ibope, y fue el tercer programa más visto de ese día y lideró el horario prime con 2,7 millones de audiencia. El resto de la temporada fluctuó entre los 17,6 y 23,2 puntos marcados en el final de temporada emitido el 21 de diciembre de 2008. El promedio de la primera temporada fue de 20,92 puntos de sintonía, con 2,1 millones de espectadores.
La segunda temporada debutó con el episodio «Vamos por el cuarto», que registró un promedio de 25,8 puntos de sintonía. El capítulo más visto de la temporada correspondió al episodio final, «Nos queremos tanto», con 28 puntos de sintonía y un promedio de 2,55 millones en audiencia en toda la segunda temporada.
La tercera temporada, estrenada el 17 de octubre de 2010 con el capítulo «Pa' eso tengo familia», marcó 29 puntos de sintonía en promedio, con un máximo de 34 puntos, y lideró la sintonía en ese horario, y alcanzó 3 millones de espectadores en audiencia, vale decir, uno de los programas más vistos del año. El episodio final de la temporada «Familia» logró alzarse como el episodio más visto de la temporada, con 32,5 puntos y un peak de 40, más de 4 millones de espectadores durante la emisión del capítulo.
La cuarta temporada se inició con el episodio «El viaje», que obtuvo un promedio de 34.3 puntos de sintonía, con un máximo de espectadores de 4 millones de personas durante su transmisión. Esto también hizo acreedor a este capítulo del honor de ser el programa no deportivo ni musical de transmisión regular más visto del año en Chile.

### Respuesta crítica
La serie generó, desde su inicio con la primera temporada, excelentes críticas por parte de la prensa especializada. Todos coinciden en que se trata del mejor programa del año 2008, con el mérito especial de haber conquistado a las audiencias (alcanzó sobre 20 puntos promedio de sintonía), teniendo como materia prima las emociones simples de una familia de clase baja en los inolvidables e insoportables inicios de la década de 1980 en Chile, un mundo poblado de sobrevivientes, de miedos e incertidumbres a las puertas de las primeras protestas masivas contra la dictadura.
Sebastián Montecinos de La Nación dijo que en la realización de la serie «no descuidó detalles a la hora de retratar la compleja situación de un país bajo una dictadura brutal y una crisis económica que terminaron pagando los de siempre». Francisco Aravena de El Mercurio alabó la serie, destacando el nivel de elaboración de la historia como el cuidado en la representación de los ambientes de la época, concluyó: «La serie de Canal 13 debutó a mediados de octubre prometiendo que era “más que una moda” y resultó ser más que una serie de televisión». La serie fue escogida como dentro de las mejores series de televisión de Chile durante 2008 por el periódico La Nación estableciendo que «Los 80 fue capaz de superar las interpretaciones políticas e históricas de una época para centrarse en el drama humano, convirtiendo la historia particular de los Herrera en una verdad universal y conmovedora». El diario El Mercurio también la incluyó dentro de su artículo de lo mejor de la televisión durante 2008, diciendo: «Lo que se temía que fuera una serie sobre moda fea, música mala y tiempos duros, se transformó en el evento televisivo del año, porque contó algo mucho más simple, universal, transversal y emotivo: la historia de una familia chilena.»

### Premios y nominaciones
| Año  | Premio                                  | Categoría                                   | Participante                                                                 | Resultado |
| ---- | --------------------------------------- | ------------------------------------------- | ---------------------------------------------------------------------------- | --------- |
| 2008 | Consejo Nacional de Televisión de Chile | Reconocimiento a la excelencia              | Los 80                                                                       | Ganadora  |
| 2008 | Premios APES                            | Mejor serie o teleserie                     | Los 80                                                                       | Ganadora  |
| 2009 | Premios APES                            | Mejor actriz de soporte                     | Loreto Aravena                                                               | Ganadora  |
| 2009 | Premios TV Grama                        | Mejor actriz                                | Tamara Acosta                                                                | Ganadora  |
| 2009 | Premios TV Grama                        | Mejor actor                                 | Daniel Muñoz                                                                 | Nominado  |
| 2009 | Premios TV Grama                        | Mejor serie de televisión nacional          | Los 80                                                                       | Ganadora  |
| 2009 | Premios Altazor                         | Dirección de televisión en género dramático | Boris Quercia                                                                | Ganador   |
| 2009 | Premios Altazor                         | Guion de serie de televisión                | Rodrigo Cuevas, Alejandro Goic, Alberto Gesswein, Boris Quercia, Yusef Rumie | Ganadores |
| 2009 | Premios Altazor                         | Mejor actor de televisión                   | Daniel Muñoz                                                                 | Ganador   |
| 2009 | Premios Altazor                         | Mejor actriz de televisión                  | Tamara Acosta                                                                | Ganadora  |
| 2010 | Premios Altazor                         | Dirección de televisión en género dramático | Boris Quercia                                                                | Ganador   |
| 2010 | Premios Altazor                         | Guion de serie de televisión                | Rodrigo Cuevas, Alejandro Goic, Alberto Gesswein, Boris Quercia, Yusef Rumie | Ganadores |
| 2010 | Premios Altazor                         | Mejor actor de televisión                   | Daniel Muñoz                                                                 | Ganador   |
| 2010 | Premios Altazor                         | Mejor actriz de televisión                  | Tamara Acosta                                                                | Ganadora  |
| 2010 | Consejo Nacional de Televisión de Chile | Reconocimiento a la excelencia              | Los 80                                                                       | Ganadora  |
| 2010 | Premios TV Grama                        | Mejor actriz                                | Tamara Acosta                                                                | Ganadora  |
| 2010 | Premios TV Grama                        | Mejor actor                                 | Daniel Muñoz                                                                 | Nominado  |
| 2010 | Premios TV Grama                        | Mejor serie de televisión nacional          | Los 80                                                                       | Ganadora  |
| 2011 | Premios Altazor                         | Dirección de televisión en género dramático | Boris Quercia                                                                | Ganador   |
| 2011 | Premios Altazor                         | Guion de serie de televisión                | Rodrigo Cuevas                                                               | Ganador   |
| 2011 | Premios Altazor                         | Mejor actor de televisión                   | Daniel Muñoz                                                                 | Nominado  |
| 2011 | Premios Altazor                         | Mejor actriz de televisión                  | Tamara Acosta                                                                | Ganadora  |
| 2011 | Premios TV Grama                        | Mejor actriz                                | Tamara Acosta                                                                | Nominada  |
| 2011 | Premios TV Grama                        | Mejor actor                                 | Daniel Muñoz                                                                 | Nominado  |
| 2011 | Premios TV Grama                        | Mejor serie de televisión nacional          | Los 80                                                                       | Ganadora  |
| 2011 | Copihue de Oro                          | Mejor actor                                 | Daniel Muñoz                                                                 | Nominado  |
| 2012 | Copihue de Oro                          | Mejor actriz                                | Tamara Acosta                                                                | Nominada  |
| 2012 | Copihue de Oro                          | Mejor actor                                 | Daniel Muñoz                                                                 | Nominado  |
| 2012 | Copihue de Oro                          | Mejor serie o teleserie                     | Los 80                                                                       | Ganadora  |
| 2012 | Premios TV Grama                        | Mejor actriz                                | Tamara Acosta                                                                | Nominado  |
| 2012 | Premios TV Grama                        | Mejor actor                                 | Daniel Muñoz                                                                 | Nominado  |
| 2012 | Premios TV Grama                        | Mejor serie nacional                        | Los 80                                                                       | Ganadora  |
| 2013 | Premios Altazor                         | Mejor actriz                                | Tamara Acosta                                                                | Nominado  |

## Transmisión
La serie era emitida los días domingos en horario estelar (22:00) por Canal 13 en Chile, después del noticiero central Teletrece, partiendo por la primera temporada el 12 de octubre de 2008, cada temporada ha sido estrenada el segundo domingo del mes de octubre los últimos tres años. Internacionalmente el programa ha sido emitido por TV Chile desde abril de 2010.

### Retransmisiones
A pedido de los fanáticos, la serie retransmitió la totalidad de sus episodios de la primera temporada. El martes 28 de octubre de 2008 se volvieron a emitir los dos primeros episodios de Los 80 en forma seguida y el 4 de noviembre se retransmitió el tercer episodio, este episodio sería transmitido el 26 de octubre, pero ese día eran las elecciones municipales en el país, y la cobertura duró hasta pasada la medianoche, el tercer capítulo se retransmitió el jueves 6 de noviembre, después del programa Nadie está libre. Desde el cuarto episodio, fueron retransmitidos los días viernes luego de la serie de la retransmisión de la serie Lost.
La segunda temporada también fue puesta nuevamente en la pantalla durante fines de 2009. El 13 de diciembre de 2009 no se transmitió la serie producto de la cobertura que Canal 13 prestó con motivo de las elecciones presidenciales y parlamentarias. Igualmente, pedido por los fanáticos, los episodios han sido transmitidos, todos los días sábados, pasada la 1 de la madrugada (UTC-4, en horario de domingo).
Durante junio de 2012, la serie fue nuevamente emitida por la señal de cable de Canal 13, 13C, transmitiendo la segunda temporada en horario de 21:30 horas los sábados. Además a finales de julio de 2012, Canal 13 comenzó la repetición de la tercera temporada los días domingos en la noche tras la emisión del programa de concursos Atrapa los millones.
A partir de septiembre de 2014 la serie es emitida por 13i, la señal internacional de Canal 13.
Entre enero y marzo de 2020 la totalidad de la serie fue emitida en Canal 13 de lunes a viernes a las 16:30. Desde el 26 de octubre de 2020 hasta fines de ese año, la serie se volvió a emitir en Canal 13 de lunes a viernes a las 8:00 de la noche (después del programa de solidaridad Aquí somos todos). Cabe mencionar que en esta retransmisión la serie no cuenta con su banda sonora original.
La serie también se encuentra disponible en 13Now, el servicio de streaming de Canal 13 y por Prime Video.

### Lanzamiento en DVD
| Temporada | Fecha de lanzamiento | Fecha de lanzamiento | Fecha de lanzamiento | Fecha de lanzamiento   | Material adicional                              | Número de discos |
| Temporada | Región 1             | Región 2             | Región 3             | Región 4               | Material adicional                              | Número de discos |
| --------- | -------------------- | -------------------- | -------------------- | ---------------------- | ----------------------------------------------- | ---------------- |
| 1.ª       | —                    | —                    | —                    | 11 de enero de 2010    | «Making of» del rodaje de la serie.             | 4                |
| 2.ª       | —                    | —                    | —                    | 7 de noviembre de 2010 | «Making of» del rodaje y entrevistas al elenco. | 5                |